# U 773
U 773 war ein deutsches Unterseeboot des Typs VII C, ein so genanntes „Atlantikboot“. Es wurde durch die Kriegsmarine während des U-Boot-Krieges eingesetzt.

## Technische Daten
Die Kriegsmarinewerft (vormals Kaiserliche Werft Wilhelmshaven) war hauptsächlich mit der Ausrüstung von Kriegsschiffen beauftragt. Erst ab 1942 wurde die Werft in das deutsche U-Bootbauprogramm miteinbezogen und war für einen jährlichen Ausstoß von 12 Booten vorgesehen. Dieses Produktionsziel wurde nie erreicht. Insgesamt stellte die Kriegsmarinewerft bis 1945 27 Boote vom Typ VII C fertig. Ein solches Boot hatte eine Länge von 67 m und eine Verdrängung von 865 m³ unter Wasser. Es verfügte über zwei Dieselmotoren, die über Wasser eine Geschwindigkeit von 17 kn ermöglichten. Bei der Unterwasserfahrt ermöglichten zwei Elektromotoren eine Höchstgeschwindigkeit von 7 kn.

## Kommandant
- 18. April 1944 bis 8. Mai 1945

Hugo Baldus wurde am 12. April 1921 in Hohenbudberg am Niederrhein geboren und trat 1939 als Offiziersanwärter in die Kriegsmarine ein. Vom Juni 1941 bis zum Juni 1943 fuhr er als Wachoffizier auf dem Torpedoboot Löwe. Am 1. Oktober 1943 wurde Hugo Baldus zum Oberleutnant zur See befördert. Im Juni 1943 trat er seine U-Bootausbildung an und fuhr im Frühjahr 1944 als Kommandantenschüler auf U 618. Im Anschluss daran übernahm Baldus das Kommando auf dem neu in Dienst gestellten U 773.

## Einsatzgeschichte
U 773 unternahm während seiner Karriere keine Feindfahrten, es war ausschließlich mit anderen Aufgaben betraut. Nach ersten Ausbildungsfahrten in der Ostsee wurde das Boot im Herbst 1944 der 1. U-Flottille unterstellt und unternahm von Mitte Oktober bis Mitte November mit einer Ladung Panzerabwehrwaffen und Munition eine Transportfahrt nach Saint-Nazaire. Der Stützpunkt der 1. U-Flottille, Brest, war zu diesem Zeitpunkt bereits von den Alliierten besetzt. U 773 wurde der 11. U-Flottille zugeteilt, nachdem die 1. U-Flottille im September aufgelöst worden war. Anfang Dezember desselben Jahres unternahm Kommandant Baldus daher eine Überführungsfahrt nach Bergen, dem neuen Stützpunkt des FdU - West Hans-Rudolf Rösing. Im Januar des Folgejahres verlegte das Boot von Bergen in die Bogenbucht bei Narvik. Von hier aus unternahm U 773 seine letzte Fahrt, ein Einsatz als Wetterboot im Seegebiet bei Island. Das Boot kehrte am 14. April 1945 nach Trondheim zurück und wurde ab diesem Zeitpunkt nicht mehr eingesetzt.

### Wetterboot
Im Frühjahr 1945 wurde U 773 als Wetterboot eingesetzt. Grundlage solcher Einsätze war die Tatsache, dass die Wetterlage in Europa maßgeblich von den meteorologischen Vorgängen im arktischen Raum abhängt. Die Aufgaben solcher Boote umfassten das Ermitteln von Temperaturen und Wetterbeobachtungen, aus denen momentaner und erwarteter Wetterstand zur Unterstützung weiterer operativer Planung der Kriegsmarine abgeleitet werden konnten Die Fahrt dauerte vom 19. Februar bis zum 14. April 1945 und führte U 773 in das nordatlantische Seegebiet vor Island.